# Dobrovítov
Dobrovítov település Csehországban, a Kutná Hora-i járásban. Dobrovítov Číhošť, Petrovice I, Třebětín, Čejkovice és Zbýšov településekkel határos. Lakosainak száma 128 fő (2024. január 1.).

## Népesség
A település lakosságának változását az alábbi diagram mutatja:
| Lakosok száma | 587  | 521  | 429  | 260  | 183  | 128  | 111  | 107  | 123  | 128  |
|               | 1869 | 1890 | 1921 | 1950 | 1980 | 2001 | 2017 | 2019 | 2022 | 2024 |